# Лъжлив воден плъх
Лъжливият воден плъх (Xeromys myoides) е вид гризач от семейство Мишкови (Muridae). Видът е уязвим и сериозно застрашен от изчезване.

## Разпространение
Разпространен е в Австралия и Папуа Нова Гвинея.

## Описание
На дължина достигат до 11,3 cm, а теглото им е около 45,2 g.
Популацията на вида е намаляваща.